# Milan Turk
Župan občine Šempeter-Vrtojba.
Milan Turk, mag. elektrotehniških znanosti, se je rodil 8. februarja 1969, v Šempetru pri Gorici. 1993 je diplomiral na Fakulteti za elektrotehniko v Ljubljani, kjer je 1997 magistriral. 1996 je bil izvoljen v Svet Krajevne skupnosti Šempeter, ki je skupaj s Svetom krajevne skupnosti Vrtojba v tistem mandatu sprožil postopke za ustanovitev Občine Šempeter-Vrtojba. Na prvih volitvah je bil izvoljen v Občinski svet Občine Šempeter-Vrtojba in v njem je deloval 12 let do izvolitve za župana občine v oktobru 2010.
1. 1 2  Obrazi slovenskih pokrajin — ISSN 2712-5408